# Neogondolella
Genre
Neogondolella est un genre éteint de conodontes du Trias.

## Espèces
- †Neogondolella carinata (type)
- †Neogondolella regalis
- †Neogondolella praehungarica

## Stratigraphie
Le sommet de l'Anisien (le premier des étages du Trias moyen), qui est aussi la base du Ladinien, est placé à la première apparition de Neogondolella praehungarica.